# Georg Selenius
Georg Selenius, född 18 oktober 1884, död 7 maj 1924, var en norsk gymnast.
Selenius tävlade för Norge vid olympiska sommarspelen 1912 i Stockholm, där han var med och tog guld i lagtävlingen i fritt system. 